# Frankrijk op het Europees kampioenschap voetbal 1996
Frankrijk was een van de deelnemende landen op het Europees kampioenschap voetbal 1996 in Engeland. Het was de vierde deelname voor het land. Frankrijk werd in de halve finale na strafschoppen uitgeschakeld door Tsjechië.

## Kwalificatie
.

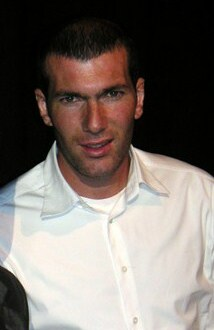
Door de zware schorsing van Éric Cantona in 1995 groeide de 22-jarige Zinédine Zidane uit tot de spelmaker van Frankrijk

Frankrijk verloor als enige in groep 1 geen enkel duel, maar desondanks kon het land geen beslag leggen op de leidersplaats. Roemenië, dat op het eindtoernooi opnieuw in de groep van Frankrijk zou belanden, werd eerste met een punt voorsprong. In de rangschikking van alle tweedes uit de kwalificatiecampagne belandde Frankrijk op de zesde plaats. Daardoor was het land alsnog rechtstreeks gekwalificeerd voor het EK.
Aanvankelijk bouwde bondscoach Aimé Jacquet een team rond spelmaker Éric Cantona, die ook de aanvoerdersband kreeg. Op 25 januari 1995 ging Cantona in het competitieduel tussen Crystal Palace en Manchester United een Engelse supporter te lijf. De Fransman werd geschorst voor een jaar, waardoor Jacquet besloot om zijn team te verjongen en de 22-jarige Zinédine Zidane te promoveren tot nieuwe spelmaker. Didier Deschamps volgde Cantona op als aanvoerder.
Op 6 september 1995 won Frankrijk in Parijs met 10-0 van Azerbeidzjan. Het is tot op heden de grootste overwinning van het Frans elftal.

### Kwalificatieduels
| 7 september 1994 | Slowakije    | 0 – 0  | Frankrijk    |
| 8 oktober 1994   | Frankrijk    | 0 – 0  | Roemenië     |
| 16 november 1994 | Polen        | 0 – 0  | Frankrijk    |
| 13 december 1994 | Azerbeidzjan | 0 – 2  | Frankrijk    |
| 29 maart 1995    | Israël       | 0 – 0  | Frankrijk    |
| 26 april 1995    | Frankrijk    | 4 – 0  | Slowakije    |
| 16 augustus 1995 | Frankrijk    | 1 – 1  | Polen        |
| 6 september 1995 | Frankrijk    | 10 – 0 | Azerbeidzjan |
| 11 oktober 1995  | Frankrijk    | 1 – 3  | Roemenië     |
| 15 november 1995 | Frankrijk    | 2 – 0  | Israël       |

### Klassement groep 1
| Nr. | Land         | GW | W | G | V | DV | DT | DS  | Ptn |
| --- | ------------ | -- | - | - | - | -- | -- | --- | --- |
| 1   | Roemenië     | 10 | 6 | 3 | 1 | 18 | 9  | +9  | 21  |
| 2   | Frankrijk    | 10 | 5 | 5 | 0 | 22 | 2  | +20 | 20  |
| 3   | Slowakije    | 10 | 4 | 2 | 4 | 14 | 18 | -4  | 14  |
| 4   | Polen        | 10 | 3 | 4 | 3 | 14 | 12 | +2  | 13  |
| 5   | Israël       | 10 | 3 | 3 | 4 | 13 | 13 | 0   | 12  |
| 6   | Azerbeidzjan | 10 | 0 | 1 | 9 | 2  | 29 | -27 | 1   |

### Doelpuntenmakers
| Naam               | Wed. | Goals |
| ------------------ | ---- | ----- |
| Youri Djorkaeff    | 8    | 5     |
| Zinédine Zidane    | 6    | 2     |
| Vincent Guérin     | 5    | 2     |
| Frank Lebœuf       | 4    | 2     |
| Marcel Desailly    | 9    | 1     |
| Reynald Pedros     | 7    | 1     |
| Laurent Blanc      | 6    | 1     |
| Christophe Dugarry | 6    | 1     |
| Bixente Lizarazu   | 6    | 1     |
| Christian Karembeu | 5    | 1     |
| David Ginola       | 5    | 1     |
| Patrice Loko       | 5    | 1     |
| Jean-Pierre Papin  | 1    | 1     |
| Christophe Cocard  | 1    | 1     |

## Het Europees kampioenschap
Op 17 december 1995 werd er geloot voor de groepsfase van het EK in Engeland. Frankrijk werd ondergebracht in Groep B, samen met Spanje, Roemenië en Bulgarije, en kreeg Newcastle upon Tyne en Leeds als speelsteden.
In mei 1996 maakte bondscoach Aimé Jacquet zijn selectie bekend.  Éric Cantona (Manchester United), David Ginola (Newcastle United) en Jean-Pierre Papin (Bayern München) waren de opvallendste afwezigen in de lijst met 22 spelers die door Jacquet geselecteerd werden voor het toernooi in Engeland. Met het oog op het naderende wereldkampioenschap in eigen land beschouwde Jacquet EURO '96 als een uitstekende gelegenheid om zijn jeugdig team ervaring te laten opdoen tegen de beste landen van Europa.
Frankrijk en Roemenië, die het in de kwalificatiecampagne al eens tegen elkaar hadden opgenomen, zorgden in hun eerste duel op het EK voor een gesloten wedstrijd. Het team van bondscoach Jacquet won uiteindelijk met 1-0 na een vroege goal van Christophe Dugarry, die van een misverstand tussen doelman Bogdan Stelea en verdediger Gheorghe Mihali profiteerde om de bal binnen te koppen. Ook in de tweede wedstrijd, tegen Spanje, kwam Frankrijk op voorsprong. Youri Djorkaeff zorgde net na de rust voor 1-0, maar zag hoe Spanje in de slotminuten alsnog langszij kwam dankzij een doelpunt van José Luis Caminero. Door het gelijkspel was Roemenië het enige land dat in groep B al zeker was van uitschakeling. Op de slotspeeldag eiste Frankrijk de leidersplaats op na een klinkende 3-1 zege tegen Bulgarije. Laurent Blanc bracht de Fransen in de eerste helft op voorsprong. Na de rust leek Frankrijk zegezeker na het eigen doelpunt van spits Ljoeboslav Penev, maar de Bulgaarse stervoetballer Christo Stoitsjkov zorgde meteen na de 2-0 voor de aansluitingstreffer via een vrije trap. In de slotminuut ontsnapte invaller Patrice Loko aan de Bulgaarse buitenspelval. Hij omspeelde doelman Borislav Mikhailov en zorgde ervoor dat de Fransen alsnog met twee doelpunten verschil wonnen.
In de kwartfinale nam Frankrijk het op tegen het Nederland van bondscoach Guus Hiddink. Beide teams kwamen niet tot scoren en dus volgde er na 120 minuten een strafschoppenreeks. Daarin miste Clarence Seedorf als enige van op elf meter. Frankrijk mocht door naar de halve finale en trof daarin Tsjechië. Na 120 minuten stond het opnieuw 0-0. In de strafschoppenreeks verloor Frankrijk met 5-6 na een misser van invaller Reynald Pedros.

### Technische staf
| Naam              | Functie        |
| ----------------- | -------------- |
| Technische staf   |                |
| Aimé Jacquet      | Bondscoach     |
| Philippe Bergeroo | Keeperstrainer |
| Henri Émile       | Teammanager    |

### Selectie en statistieken
| Nr. | Naam               | Geboortedatum | GW |   |   |   |   |   |   | Club                | Positie(s) |
| --- | ------------------ | ------------- | -- | - | - | - | - | - | - | ------------------- | ---------- |
| 1   | Bernard Lama       | 07-04-1963    | 5  | 0 | 0 | 0 | 0 | 0 | 0 | Paris Saint-Germain | GK         |
| 2   | Jocelyn Angloma    | 07-08-1965    | 2  | 0 | 0 | 0 | 0 | 1 | 1 | Torino              | RB         |
| 3   | Éric Di Meco       | 07-09-1963    | 1  | 0 | 1 | 0 | 0 | 0 | 1 | AS Monaco           | LB         |
| 4   | Frank Lebœuf       | 22-01-1968    | 0  | 0 | 0 | 0 | 0 | 0 | 0 | Strasbourg          | CB         |
| 5   | Laurent Blanc      | 19-11-1965    | 5  | 1 | 1 | 0 | 0 | 0 | 0 | Auxerre             | CB         |
| 6   | Vincent Guérin     | 22-11-1965    | 5  | 0 | 0 | 0 | 0 | 0 | 1 | Paris Saint-Germain | CM         |
| 7   | Didier Deschamps   | 15-10-1968    | 4  | 0 | 1 | 0 | 0 | 0 | 0 | Juventus            | CM, DM     |
| 8   | Marcel Desailly    | 07-09-1968    | 5  | 0 | 1 | 0 | 0 | 0 | 0 | AC Milan            | CB, DM     |
| 9   | Youri Djorkaeff    | 09-03-1968    | 5  | 1 | 1 | 0 | 0 | 0 | 0 | Paris Saint-Germain | AM, CF     |
| 10  | Zinédine Zidane    | 23-06-1972    | 5  | 0 | 0 | 0 | 0 | 0 | 2 | Bordeaux            | AM         |
| 11  | Patrice Loko       | 06-02-1970    | 5  | 1 | 0 | 0 | 0 | 2 | 2 | Paris Saint-Germain | CF         |
| 12  | Bixente Lizarazu   | 09-12-1969    | 5  | 0 | 1 | 0 | 0 | 1 | 0 | Bordeaux            | LB         |
| 13  | Christophe Dugarry | 24-03-1972    | 4  | 1 | 1 | 0 | 0 | 2 | 3 | Bordeaux            | CF         |
| 14  | Sabri Lamouchi     | 09-11-1971    | 1  | 0 | 0 | 0 | 0 | 0 | 1 | Auxerre             | CM, DM     |
| 15  | Lilian Thuram      | 01-01-1972    | 5  | 0 | 1 | 0 | 0 | 1 | 1 | AS Monaco           | RB         |
| 16  | Fabien Barthez     | 28-06-1971    | 0  | 0 | 0 | 0 | 0 | 0 | 0 | AS Monaco           | GK         |
| 17  | Mickaël Madar      | 08-05-1968    | 0  | 0 | 0 | 0 | 0 | 0 | 0 | AS Monaco           | CF         |
| 18  | Reynald Pedros     | 10-10-1971    | 3  | 0 | 0 | 0 | 0 | 3 | 0 | Nantes              | AM, LW     |
| 19  | Christian Karembeu | 03-12-1970    | 4  | 0 | 2 | 0 | 0 | 0 | 0 | Sampdoria           | CM, DM     |
| 20  | Alain Roche        | 14-10-1967    | 3  | 0 | 1 | 0 | 0 | 2 | 0 | Paris Saint-Germain | CB         |
| 21  | Corentin Martins   | 11-07-1969    | 0  | 0 | 0 | 0 | 0 | 0 | 0 | Auxerre             | AM, RM     |
| 22  | Bruno Martini      | 25-01-1962    | 0  | 0 | 0 | 0 | 0 | 0 | 0 | Montpellier         | GK         |

### Wedstrijden

#### Klassement groep B
| Land      | GW | Win | Gel | Ver | DV | DT | +/- | Pnt |
| --------- | -- | --- | --- | --- | -- | -- | --- | --- |
| Frankrijk | 3  | 2   | 1   | 0   | 5  | 2  | +3  | 7   |
| Spanje    | 3  | 1   | 2   | 0   | 4  | 3  | +1  | 5   |
| Bulgarije | 3  | 1   | 1   | 1   | 3  | 4  | -1  | 4   |
| Roemenië  | 3  | 0   | 0   | 3   | 1  | 4  | -3  | 0   |

#### Groepsfase
|                          |          |         |             | |
| 10 juni 1996 19:30 (UTC) | Roemenië | 0 – 1   | Frankrijk   | St. James' Park, Newcastle upon Tyne Toeschouwers: 26.323 Scheidsrechter: Hellmut Krug (Duitsland) |
| 10 juni 1996 19:30 (UTC) |          | Verslag | 25' Dugarry | St. James' Park, Newcastle upon Tyne Toeschouwers: 26.323 Scheidsrechter: Hellmut Krug (Duitsland) |

| Roemenië | Frankrijk |

| Roemenië:         |    |                    |         |
|                   |    |                    |         |
| GK                | 1  | Bogdan Stelea      |         |
| RWB               | 2  | Dan Petrescu       | 78'     |
| CB                | 4  | Miodrag Belodedici |         |
| CB                | 6  | Gheorghe Popescu   |         |
| CB                | 16 | Gheorghe Mihali    | 49'     |
| LWB               | 13 | Tibor Selymes      | 71'     |
| CM                | 5  | Ioan Lupescu       |         |
| CM                | 11 | Dorinel Munteanu   |         |
| AM                | 10 | Gheorghe Hagi      |         |
| CF                | 7  | Marius Lăcătuș     | 56'     |
| CF                | 9  | Florin Răducioiu   | 46'     |
| Wisselspelers:    |    |                    |         |
| FW                | 20 | Viorel Moldovan    | 46'     |
| FW                | 19 | Adrian Ilie        | 56' 90' |
| DF                | 17 | Iulian Filipescu   | 78'     |
| Coach:            |    |                    |         |
| Anghel Iordănescu |    |                    |         |

| Frankrijk:     |    |                    |         |
|                |    |                    |         |
| GK             | 1  | Bernard Lama       |         |
| RB             | 15 | Lilian Thuram      |         |
| CB             | 5  | Laurent Blanc      |         |
| CB             | 8  | Marcel Desailly    |         |
| LB             | 3  | Éric Di Meco       | 20' 68' |
| CM             | 7  | Didier Deschamps   |         |
| CM             | 6  | Vincent Guérin     |         |
| CM             | 19 | Christian Karembeu |         |
| AM             | 10 | Zinédine Zidane    | 80'     |
| CF             | 9  | Youri Djorkaeff    |         |
| CF             | 13 | Christophe Dugarry | 68'     |
| Wisselspelers: |    |                    |         |
| FW             | 11 | Patrice Loko       | 68'     |
| DF             | 12 | Bixente Lizarazu   | 68'     |
| DF             | 20 | Alain Roche        | 80'     |
| Coach:         |    |                    |         |
| Aimé Jacquet   |    |                    |         |

|                          |               |         |              |                                                                                  |
| 15 juni 1996 18:00 (UTC) | Frankrijk     | 1 – 1   | Spanje       | Elland Road, Leeds Toeschouwers: 35.626 Scheidsrechter: Vadim Zhuk (Wit-Rusland) |
| 15 juni 1996 18:00 (UTC) | Djorkaeff 48' | Verslag | 85' Caminero | Elland Road, Leeds Toeschouwers: 35.626 Scheidsrechter: Vadim Zhuk (Wit-Rusland) |

| Frankrijk | Spanje |

| Frankrijk:     |    |                    |     |
|                |    |                    |     |
| GK             | 1  | Bernard Lama       |     |
| RB             | 2  | Jocelyn Angloma    | 65' |
| CB             | 5  | Laurent Blanc      | 43' |
| CB             | 8  | Marcel Desailly    |     |
| LB             | 12 | Bixente Lizarazu   |     |
| CM             | 7  | Didier Deschamps   |     |
| CM             | 6  | Vincent Guérin     | 81' |
| CM             | 19 | Christian Karembeu | 60' |
| AM             | 10 | Zinédine Zidane    |     |
| CF             | 9  | Youri Djorkaeff    | 63' |
| CF             | 11 | Patrice Loko       | 74' |
| Wisselspelers: |    |                    |     |
| DF             | 20 | Alain Roche        | 65' |
| FW             | 13 | Christophe Dugarry | 74' |
| DF             | 15 | Lilian Thuram      | 81' |
| Coach:         |    |                    |     |
| Aimé Jacquet   |    |                    |     |

| Spanje:         |    |                      |         |
|                 |    |                      |         |
| GK              | 1  | Andoni Zubizarreta   |         |
| RWB             | 16 | Jorge Otero          | 56' 59' |
| CB              | 2  | Juan Manuel López    |         |
| CB              | 4  | Rafael Alkorta       |         |
| CB              | 5  | Abelardo             |         |
| LWB             | 12 | Sergi                |         |
| CM              | 6  | Fernando Hierro      |         |
| CM              | 15 | José Luis Caminero   |         |
| RW              | 21 | Luis Enrique         | 12' 55' |
| CF              | 11 | Alfonso              | 83'     |
| LW              | 7  | José Emilio Amavisca | 53'     |
| Wisselspelers:  |    |                      |         |
| FW              | 17 | Javier Manjarín      | 55'     |
| FW              | 14 | Kiko                 | 59'     |
| FW              | 19 | Julio Salinas        | 83'     |
| Coach:          |    |                      |         |
| Javier Clemente |    |                      |         |

|                          |                                     |         |                | |
| 18 juni 1996 16:30 (UTC) | Frankrijk                           | 3 – 1   | Bulgarije      | St. James' Park, Newcastle upon Tyne Toeschouwers: 26.976 Scheidsrechter: Dermot Gallagher (Engeland) |
| 18 juni 1996 16:30 (UTC) | Blanc 21' Penev 63' (e.d.) Loko 90' | Verslag | 69' Stoitsjkov | St. James' Park, Newcastle upon Tyne Toeschouwers: 26.976 Scheidsrechter: Dermot Gallagher (Engeland) |

| Frankrijk | Bulgaria |

| Frankrijk:     |    |                    |         |
|                |    |                    |         |
| GK             | 1  | Bernard Lama       |         |
| RB             | 15 | Lilian Thuram      |         |
| CB             | 5  | Laurent Blanc      |         |
| CB             | 8  | Marcel Desailly    | 3'      |
| LB             | 12 | Bixente Lizarazu   |         |
| CM             | 7  | Didier Deschamps   |         |
| CM             | 6  | Vincent Guérin     |         |
| CM             | 19 | Christian Karembeu |         |
| AM             | 10 | Zinédine Zidane    | 62'     |
| CF             | 9  | Youri Djorkaeff    |         |
| CF             | 13 | Christophe Dugarry | 36' 70' |
| Wisselspelers: |    |                    |         |
| MF             | 18 | Reynald Pedros     | 62'     |
| FW             | 11 | Patrice Loko       | 70'     |
| Coach:         |    |                    |         |
| Aimé Jacquet   |    |                    |         |

| Bulgarije:     |    |                    |     |
|                |    |                    |     |
| GK             | 1  | Borislav Mikhailov |     |
| RB             | 17 | Emil Kremenliev    | 14' |
| CB             | 3  | Trifon Ivanov      | 8'  |
| CB             | 5  | Petar Houbchev     |     |
| LB             | 18 | Tsanko Tsvetanov   |     |
| RM             | 15 | Ivailo Yordanov    |     |
| DM             | 6  | Zlatko Yankov      | 79' |
| AM             | 10 | Krasimir Balakov   | 82' |
| LM             | 11 | Yordan Letchkov    |     |
| CF             | 8  | Christo Stoitsjkov |     |
| CF             | 9  | Ljoeboslav Penev   |     |
| Wisselspelers: |    |                    |     |
| MF             | 16 | Daniel Borimirov   | 79' |
| FW             | 20 | Georgi Donkov      | 82' |
| Coach:         |    |                    |     |
| Dimitar Penev  |    |                    |     |

#### Kwartfinale
|                          |                                        |              |                                           |                                                                                      |
| 22 juni 1996 18:30 (UTC) | Frankrijk                              | 0 – 0 (n.v.) | Nederland                                 | Anfield, Liverpool Toeschouwers: 37.465 Scheidsrechter: Antonio López Nieto (Spanje) |
| 22 juni 1996 18:30 (UTC) | Verslag                                |              |                                           | Anfield, Liverpool Toeschouwers: 37.465 Scheidsrechter: Antonio López Nieto (Spanje) |
| 22 juni 1996 18:30 (UTC) | Strafschoppen                          |              |                                           | Anfield, Liverpool Toeschouwers: 37.465 Scheidsrechter: Antonio López Nieto (Spanje) |
| 22 juni 1996 18:30 (UTC) | Zidane Djorkaeff Lizarazu Guérin Blanc | 5 – 4        | De Kock R. de Boer Kluivert Seedorf Blind | Anfield, Liverpool Toeschouwers: 37.465 Scheidsrechter: Antonio López Nieto (Spanje) |

| Frankrijk | Nederland |

| Frankrijk:     |    |                    |         |
|                |    |                    |         |
| GK             | 1  | Bernard Lama       |         |
| RB             | 15 | Lilian Thuram      |         |
| CB             | 5  | Laurent Blanc      |         |
| CB             | 8  | Marcel Desailly    |         |
| LB             | 12 | Bixente Lizarazu   |         |
| CM             | 7  | Didier Deschamps   | 7'      |
| CM             | 6  | Vincent Guérin     |         |
| CM             | 19 | Christian Karembeu | 48'     |
| AM             | 10 | Zinédine Zidane    |         |
| CF             | 9  | Youri Djorkaeff    |         |
| CF             | 11 | Patrice Loko       | 62'     |
| Wisselspelers: |    |                    |         |
| FW             | 13 | Christophe Dugarry | 62' 80' |
| MF             | 18 | Reynald Pedros     | 80'     |
| Coach:         |    |                    |         |
| Aimé Jacquet   |    |                    |         |

| Nederland:     |    |                   |     |
|                |    |                   |     |
| GK             | 1  | Edwin van der Sar |     |
| RB             | 2  | Michael Reiziger  |     |
| CB             | 3  | Danny Blind       |     |
| CB             | 18 | Johan de Kock     | 68' |
| LB             | 15 | Winston Bogarde   | 90' |
| RM             | 6  | Ronald de Boer    |     |
| AM             | 10 | Dennis Bergkamp   | 60' |
| LM             | 14 | Richard Witschge  | 80' |
| RW             | 17 | Jordi Cruijff     | 69' |
| CF             | 9  | Patrick Kluivert  | 89' |
| LW             | 20 | Phillip Cocu      |     |
| Wisselspelers: |    |                   |     |
| MF             | 4  | Clarence Seedorf  | 60' |
| MF             | 12 | Aron Winter       | 69' |
| FW             | 19 | Youri Mulder      | 80' |
| Coach:         |    |                   |     |
| Guus Hiddink   |    |                   |     |

Man van de wedstrijd:

 Laurent Blanc

#### Halve finale
|                          |                                               |              |                                          |                                                                                          |
| 26 juni 1996 16:00 (UTC) | Frankrijk                                     | 0 – 0 (n.v.) | Tsjechië                                 | Old Trafford, Manchester Toeschouwers: 43.877 Scheidsrechter: Leslie Mottram (Schotland) |
| 26 juni 1996 16:00 (UTC) | Verslag                                       |              |                                          | Old Trafford, Manchester Toeschouwers: 43.877 Scheidsrechter: Leslie Mottram (Schotland) |
| 26 juni 1996 16:00 (UTC) | Strafschoppen                                 |              |                                          | Old Trafford, Manchester Toeschouwers: 43.877 Scheidsrechter: Leslie Mottram (Schotland) |
| 26 juni 1996 16:00 (UTC) | Zidane Djorkaeff Lizarazu Guérin Blanc Pedros | 5 – 6        | Kubík Nedvěd Berger Poborský Rada Kadlec | Old Trafford, Manchester Toeschouwers: 43.877 Scheidsrechter: Leslie Mottram (Schotland) |

| Frankrijk | Tsjechië |

| Frankrijk:     |    |                  |         |
|                |    |                  |         |
| GK             | 1  | Bernard Lama     |         |
| RB             | 15 | Lilian Thuram    | 43' 83' |
| CB             | 5  | Laurent Blanc    |         |
| CB             | 20 | Alain Roche      | 50'     |
| LB             | 12 | Bixente Lizarazu | 64'     |
| DM             | 8  | Marcel Desailly  |         |
| CM             | 14 | Sabri Lamouchi   | 62'     |
| CM             | 6  | Vincent Guérin   |         |
| AM             | 10 | Zinédine Zidane  |         |
| CF             | 9  | Youri Djorkaeff  |         |
| CF             | 11 | Patrice Loko     |         |
| Wisselspelers: |    |                  |         |
| MF             | 18 | Reynald Pedros   | 62'     |
| DF             | 2  | Jocelyn Angloma  | 83'     |
| Coach:         |    |                  |         |
| Aimé Jacquet   |    |                  |         |

| Tsjechië:      |    |                 |         |
|                |    |                 |         |
| GK             | 1  | Petr Kouba      |         |
| CB             | 15 | Michal Horňák   |         |
| CB             | 5  | Miroslav Kadlec |         |
| CB             | 19 | Karel Rada      |         |
| RM             | 4  | Pavel Nedvěd    | 77'     |
| CM             | 6  | Václav Němeček  | 83'     |
| CM             | 7  | Jiří Němec      | 84'     |
| LM             | 20 | Pavel Novotný   |         |
| RW             | 8  | Karel Poborský  |         |
| CF             | 10 | Radek Drulák    | 70'     |
| LW             | 17 | Vladimír Šmicer | 46'     |
| Wisselspelers: |    |                 |         |
| MF             | 14 | Patrik Berger   | 46'     |
| DF             | 18 | Martin Kotůlek  | 70'     |
| MF             | 12 | Luboš Kubík     | 84' 97' |
| Coach:         |    |                 |         |
| Dušan Uhrin    |    |                 |         |

Man van de wedstrijd:

 Pavel Nedvěd

## Afbeeldingen

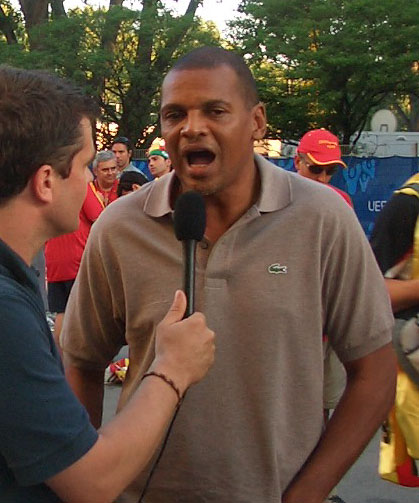
Bernard Lama (doelman)
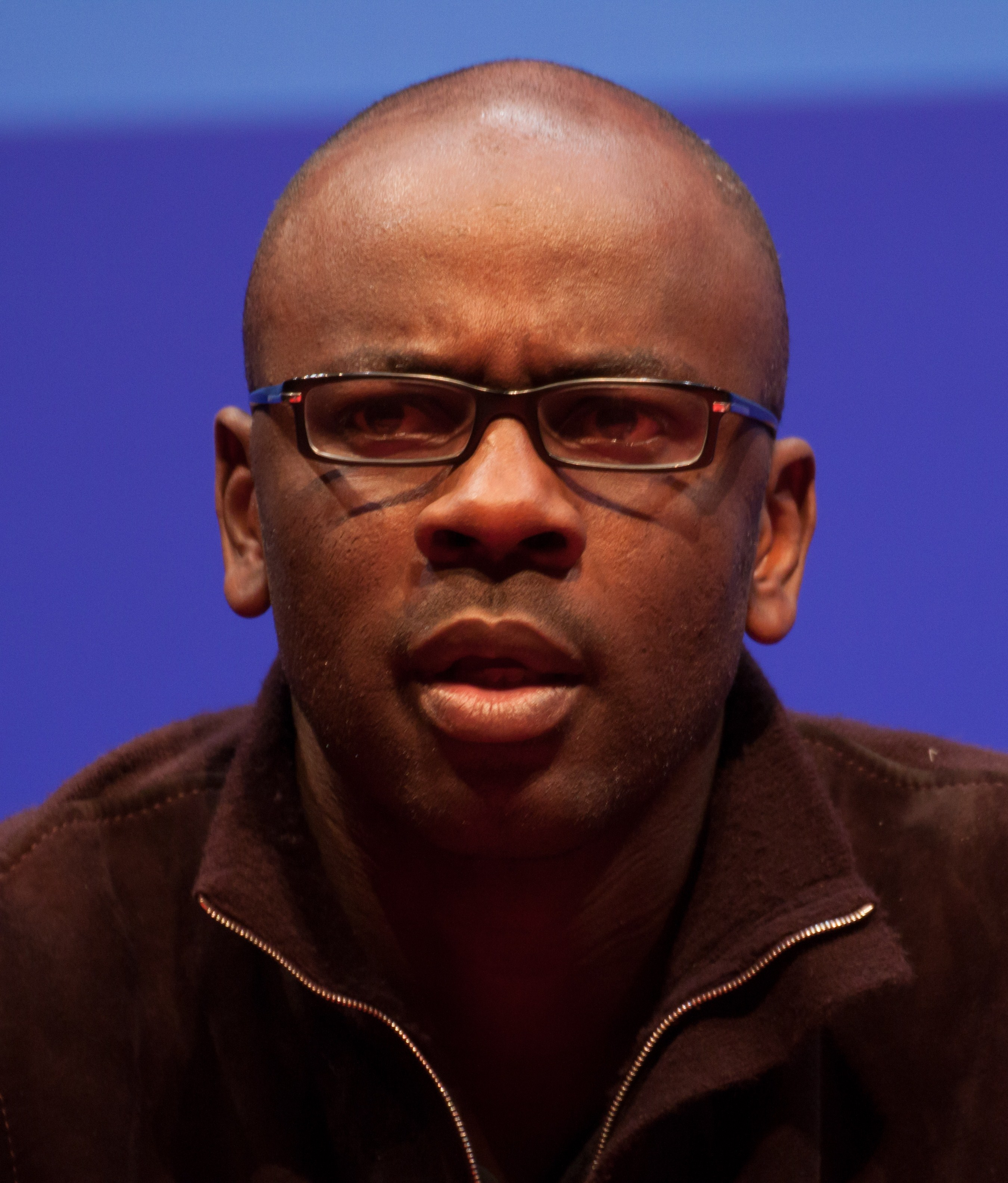
Lilian Thuram (verdediger)
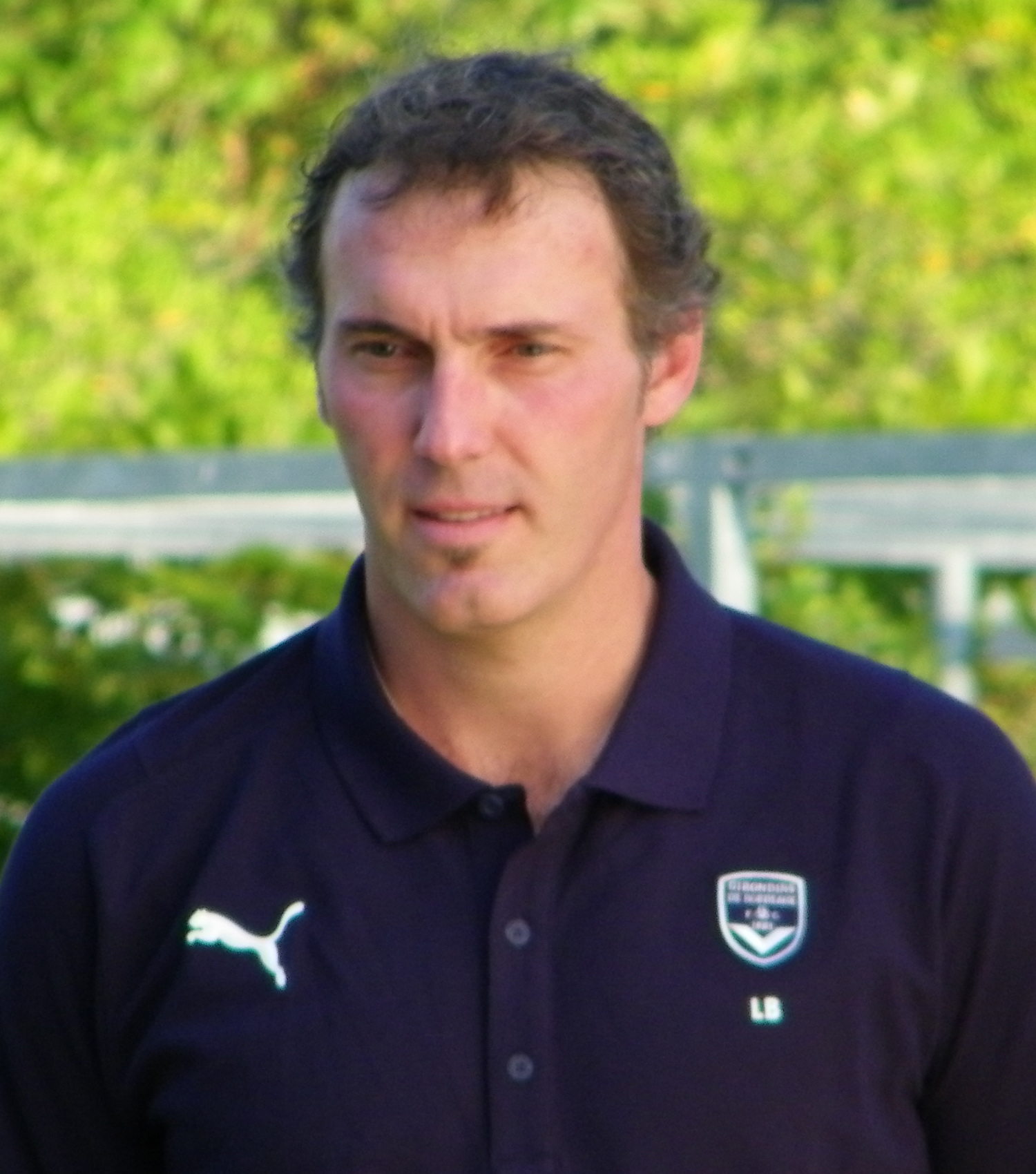
Laurent Blanc (verdediger)
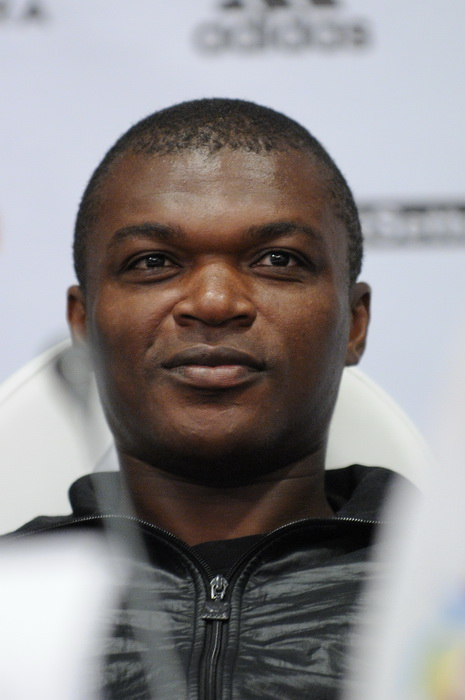
Marcel Desailly (verdediger)
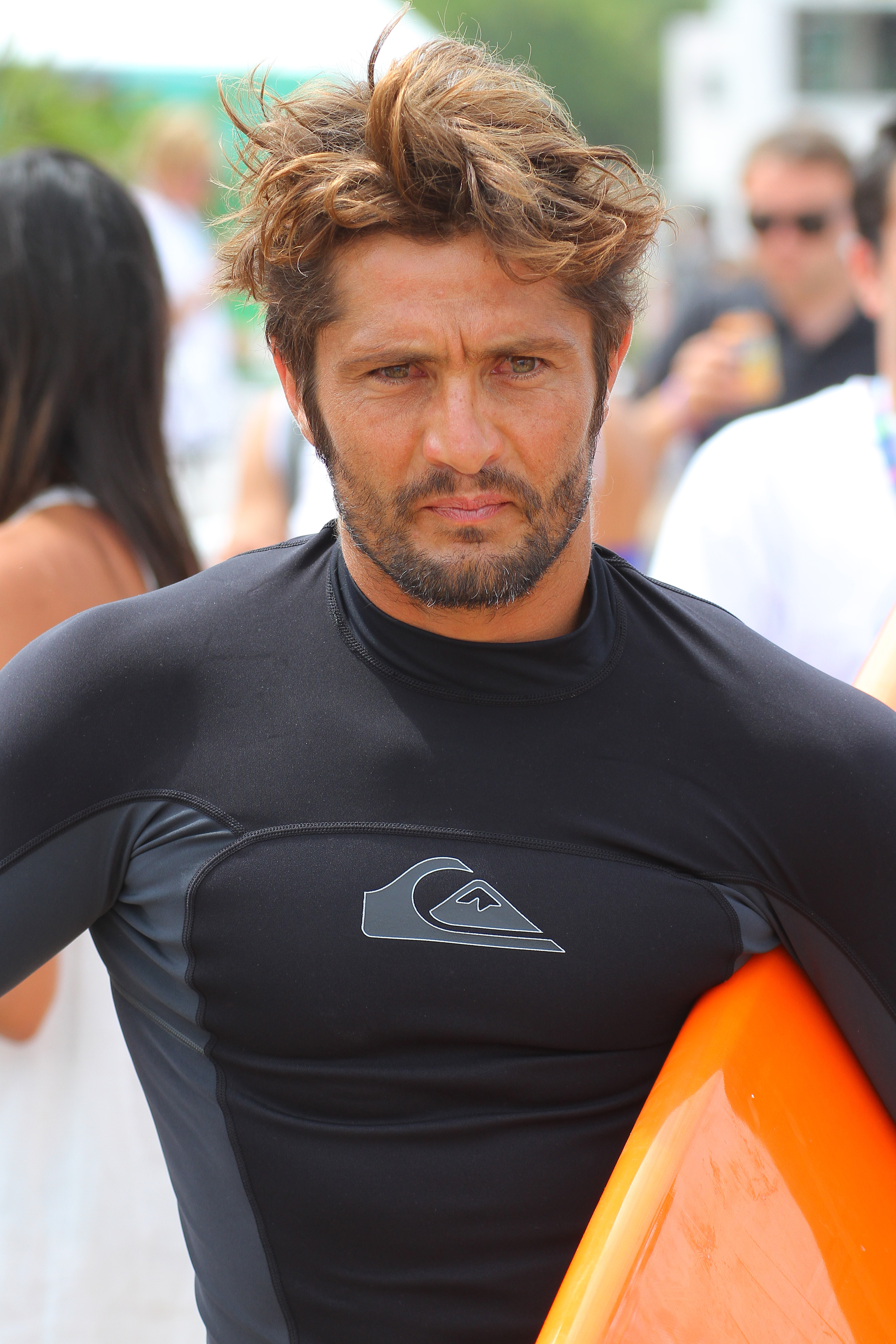
Bixente Lizarazu (verdediger)
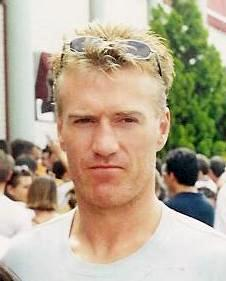
Didier Deschamps (middenvelder)
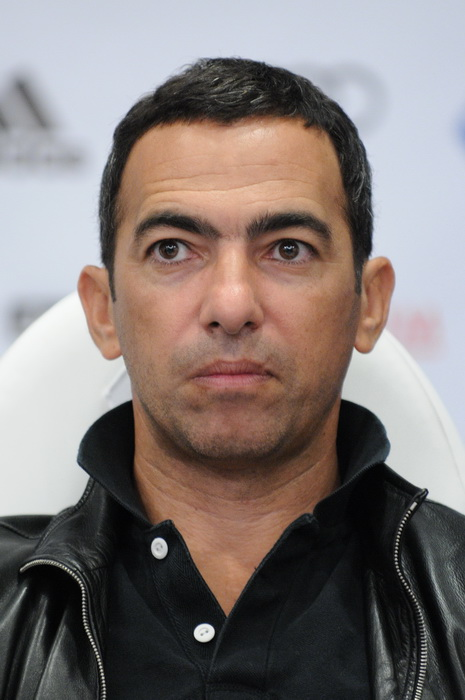
Youri Djorkaeff (middenvelder)
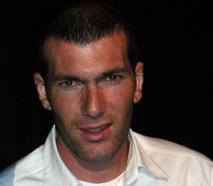
Zinédine Zidane (middenvelder)
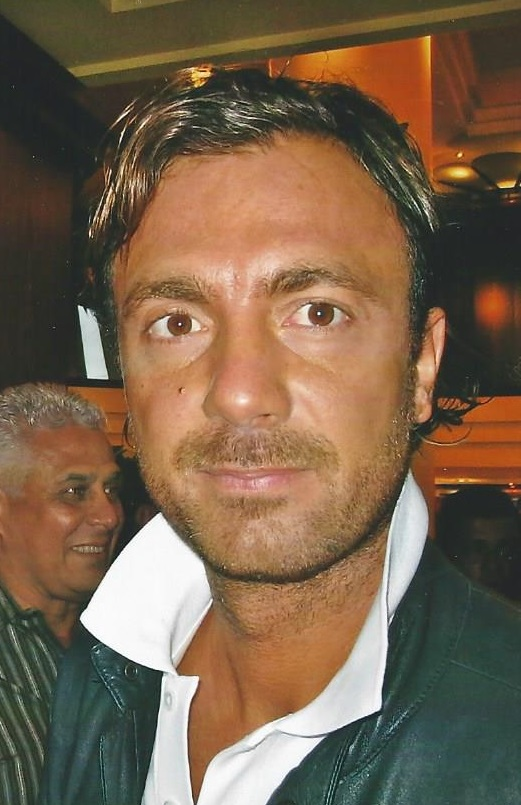
Christophe Dugarry (aanvaller)

FFF · A-internationals · Selecties · Bondscoaches · Frans vrouwenelftal · Olympisch elftal · Frankrijk U21 · Frankrijk U20 · Frankrijk U19 · Frankrijk U18 · Frankrijk U17 · Frankrijk U16 · Vrouwen U17
1904 – 1919 ·
1920 – 1929 ·
1930 – 1939 ·
1940 – 1949 ·
1950 – 1959 ·
1960 – 1969 ·
1970 – 1979 ·
1980 – 1989 ·
1990 – 1999 ·
2000 – 2009 ·
2010 – 2019 ·
2020 – 2029
EK's: 1984 · 
1992 · 
1996 · 
2000 · 
2004 · 
2008 · 
2012 · 
2016 · 
2020 · 
2024
WK's: 1930 · 
1934 · 
1938 · 
1954 · 
1958 · 
1966 · 
1978 · 
1982 · 
1986 · 
1998 · 
2002 · 
2006 · 
2010 · 
2014 · 
2018 · 
2022
OS: 1900 · 
1908 · 
1920 · 
1924 · 
1948 · 
1952 · 
1960 · 
1968 · 
1976 · 
1984 · 
1996 · 
2020
1904 · 
1905 · 
1906 · 
1907 · 
1908 · 
1909 · 
1910 · 
1911 · 
1912 · 
1913 · 
1914 · 
1915 · 1916 · 1917 · 1918 · 
1919 · 
1920 · 
1921 · 
1922 · 
1923 · 
1924 · 
1925 · 
1926 · 
1927 · 
1928 · 
1929 · 
1930 · 
1931 · 
1932 · 
1933 · 
1934 · 
1935 · 
1936 · 
1937 · 
1938 · 
1939 · 
1940 · 1941  · 
1942 · 
1943 · 1944  · 
1945 · 
1946 · 
1947 · 
1948 · 
1949 · 
1950 · 
1951 · 
1952 · 
1953 · 
1954 · 
1955 · 
1956 · 
1957 · 
1958 · 
1959 ·
1960 · 
1961 · 
1962 · 
1963 · 
1964 · 
1965 · 
1966 · 
1967 · 
1968 · 
1969 ·
1970 · 
1971 · 
1972 · 
1973 · 
1974 · 
1975 · 
1976 · 
1977 · 
1978 · 
1979 ·
1980 · 
1981 · 
1982 · 
1983 · 
1984 · 
1985 · 
1986 · 
1987 · 
1988 · 
1989 · 
1990 · 
1991 · 
1992 · 
1993 · 
1994 · 
1995 · 
1996 · 
1997 · 
1998 · 
1999 · 
2000 · 
2001 · 
2002 · 
2003 · 
2004 · 
2005 · 
2006 · 
2007 · 
2008 · 
2009 · 
2010 · 
2011 · 
2012 · 
2013 · 
2014 · 
2015 · 
2016 · 
2017 · 
2018 ·
2019 ·
2020 ·
2021 ·
2022 ·
2023
Albanië ·
Algerije ·
Andorra ·
Argentinië ·
Armenië ·
Australië ·
Azerbeidzjan ·
België ·
Bolivia ·
Bosnië en Herzegovina ·
Brazilië ·
Bulgarije ·
Canada ·
Chili ·
China ·
Colombia ·
Costa Rica ·
Cyprus ·
Denemarken ·
Duitse Democratische Republiek ·
Duitsland ·
Ecuador ·
Egypte ·
Engeland ·
Estland ·
Faeröer ·
Finland ·
Georgië ·
Gibraltar ·
Griekenland ·
Honduras ·
Hongarije ·
Ierland ·
IJsland ·
Iran ·
Israël ·
Italië ·
Ivoorkust ·
Jamaica ·
Japan ·
Joegoslavië ·
Kameroen ·
Kazachstan ·
Koeweit ·
Kroatië ·
Letland ·
Litouwen ·
Luxemburg ·
Malta ·
Marokko ·
Mexico ·
Moldavië ·
Nederland ·
Nieuw-Zeeland ·
Nigeria ·
Noord-Ierland ·
Noorwegen ·
Oekraïne ·
Oostenrijk ·
Paraguay ·
Peru · 
Polen ·
Portugal ·
Roemenië ·
Rusland ·
Saoedi-Arabië ·
Schotland ·
Senegal ·
Servië ·
Slovenië ·
Slowakije ·
Sovjet-Unie ·
Spanje ·
Togo ·
Tsjechië ·
Tsjecho-Slowakije ·
Tunesië ·
Turkije ·
Uruguay ·
Verenigde Staten ·
Wales ·
Wit-Rusland ·
Zuid-Afrika ·
Zuid-Korea ·
Zweden ·
Zwitserland
Albanië (2016) ·
Argentinië (2018) ·
Argentinië (2022) ·
Australië (2018) · 
België (1904) · 
België (2018) · 
Brazilië (1998) · 
Brazilië (2006) · 
Denemarken (2002) · 
Denemarken (2018) ·
Duitsland (2014) · 
Duitsland (2021) · 
Ecuador (2014) · 
Engeland (1982) · 
Engeland (2012) · 
Engeland (2022) ·
Honduras (2014) · 
Hongarije (2021) · 
Italië (2000) · 
Italië (2006) · 
Italië (2008) · 
Japan (2001) · 
Kameroen (2003) · 
Koeweit (1982) · 
Kroatië (2018) · 
Marokko (2022) ·
Mexico (2010) · 
Nederland (2008) · 
Nigeria (2014) ·
Noord-Ierland (1982) · 
Oekraïne (2012) · 
Oostenrijk (1982) · 
Peru (2018) · 
Polen (1982) · 
Polen (2022) ·
Portugal (2006) · 
Portugal (2016) ·
Portugal (2021) ·
Roemenië (2008) ·
Roemenië (2016) ·
Senegal (2002) · 
Spanje (1984) ·
Spanje (2006) ·
Spanje (2012) ·
Spanje (2021) ·
Togo (2006) ·
Tsjecho-Slowakije (1982) ·
Uruguay (2002) ·
Uruguay (2010) ·
Uruguay (2018) ·
Zuid-Afrika (2010) ·
Zuid-Korea (2006) ·
Zweden (2012) ·
Zwitserland (2006) ·
Zwitserland (2014) ·
Zwitserland (2016) ·
Zwitserland (2021)